# サン・コスタンティーノ・アルバネーゼ
サン・コスタンティーノ・アルバネーゼ（イタリア語: San Costantino Albanese）は、イタリア共和国バジリカータ州ポテンツァ県にある、人口約700人の基礎自治体（コムーネ）。

## 地理

### 位置・広がり

#### 隣接コムーネ
隣接するコムーネは以下の通り。
- キアロモンテ
- フランカヴィッラ・イン・シンニ
- ノエーポリ
- サン・パオロ・アルバネーゼ
- テッラノーヴァ・ディ・ポッリーノ

## 行政

### 分離集落
サン・コスタンティーノ・アルバネーゼには、以下の分離集落（フラツィオーネ）がある。
- Conserva, Farneta, Martorino, Venticalia, Bracullo